# Tromatobia blancoi
Tromatobia blancoi är en stekelart som beskrevs av Ian D. Gauld 1991. Tromatobia blancoi ingår i släktet Tromatobia och familjen brokparasitsteklar. Inga underarter finns listade i Catalogue of Life.